# Chojnów
Chojnów (Duits: Haynau) is een stad en stadsgemeente in het Poolse woiwodschap Neder-Silezië, gelegen in de powiat Legnicki. Chojnów is omgeven door de gelijknamige landgemeente. De oppervlakte bedraagt 5,32 km², het inwonertal 14.510 (2005).

## Geschiedenis
Voor het midden van de 13de eeuw is de stad gesticht op de plaats van een oudere nederzetting genaamd Honowo. Honderd jaar later werd ze ommuurd. Economisch dreef de stad op de wolverwerking en de eerste met name - Albert - genoemde burgemeester kwam uit het Westvlaamse Ieper, een centrum van de wolhandel. De stad lag in het Hertogdom Liegnitz (Legnica) en hertog Friedrich III bouwde hier in 1547 een residentie ter plaatse van een eerdere burcht. Onder zijn bewind voerde de stad in 1535 de lutherse hervorming in. De welvaart nam toe. Echter, inmiddels was het hertogdom sinds 1526 een leen van het huis Habsburg geworden en juist dat werd een oorzaak van een, in 1619 uitbrekende, oorlog waarin katholieken onder de Habsburgse keizer en lutheranen onder de Zweedse koning elkaar bevochten en de Duitse landen zwaar verwoestten. In deze Dertigjarige Oorlog (1619-1648) kwam de helft van de bevolking om het leven of vertrok ze naar elders toen hun huizen verwoest werden. De vrede liet in 1648 de hertog in zijn positie en stond de burgers toe bij hun geloof te blijven, hoewel zij hun kerken moesten afstaan aan de katholieken die een geprivilegieerde minderheid gingen vormen. In 1675 stierf het Liegnitzer hertogengeslacht uit en kwam de stad rechtstreeks onder de Habsburgse keizer. In 1741 echter veroverde de koning van Pruisen Silezië, dat nu een Pruisische in plaats van een Oostenrijkse (Habsburgse) provincie werd. Voor Haynau betekende dit dat de  positie van de lutherse meerderheid aanzienlijk verbeterde. De textielnijverheid aan het einde van de 18de eeuw bereikte weer het peil van voor de Dertigjarige Oorlog en het inwonertal kwam eveneens weer op ruim 2.000. 
Door een vroege aansluiting op het spoorwegnet (1845) ontwikkelde zich een moderne textielindustrie die het aantal inwoners in de 19de eeuw deed groeien tot ruim 10.000. Het stond even boven dat peil op 11.000 toen in februari 1945 Sovjet-legers de stad veroverden en deels verwoestten. De inwoners werden door de Poolse autoriteiten, die het gezag overnamen,  naar het westen gedeporteerd en Polen kwamen in hun plaats. Hun aantal zou uiteindelijk het vooroorlogse gering gaan overtreffen en ten slotte de huidige 14.000 inwoners bereiken. Zie Verdrijving van Duitsers na de Tweede Wereldoorlog.

## Verkeer en vervoer
- Station Chojnów

## Geboren in Chojnów/Haynau
- Johann Wilhelm Ritter (1776-1810), wetenschapper
- Wilhelm Sander (1838–1922), psychiater en directeur van de krankzinnigeninrichting Berlijn-Dalldorf
- Georg Michaelis (1857–1936), korte tijd rijkskanselier in 1917, lid van de 'Duitse Nationale Volkspartij' (DNVP)
- Edith Jacobson (oorspronkelijk Jacobssohn) (1897–1978), psychiater en seksuologe, vluchtte in 1938 naar Amerika en werd voorzitter van de 'New York Psychoanalytic Society'
- Oswald Lange (1912–2000), raketgeleerde onder Wernher von Braun, stapte in 1945 in Engelse dienst over naar de 'Royal Aircraft Establishment', emigreerde naar Amerika waar hij de leiding kreeg over de Saturnusprojecten
- Horst Mahler (1936–2025), jurist en terrorist in de 'Rote Armee Fraktion'

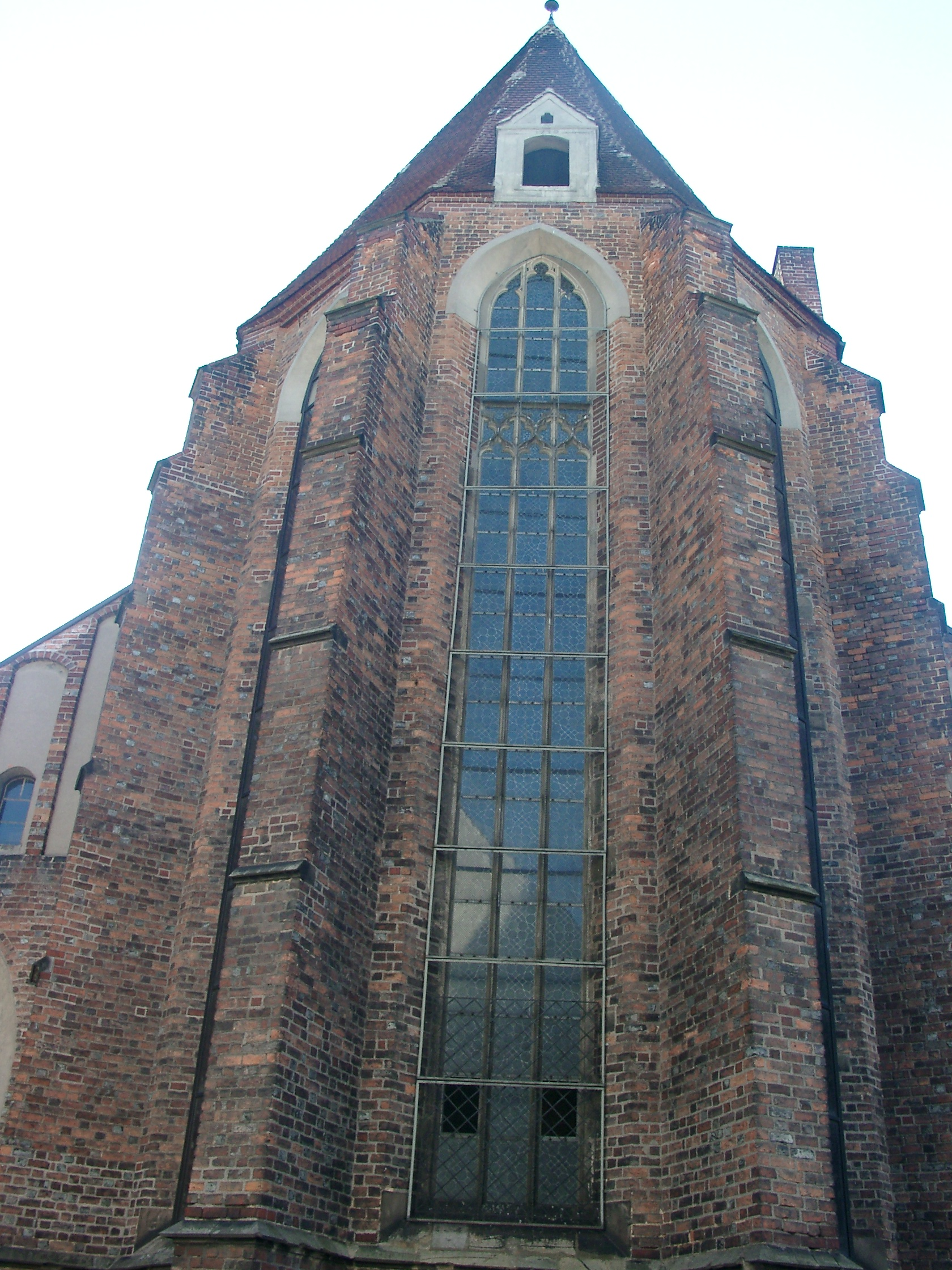
Grote Kerk
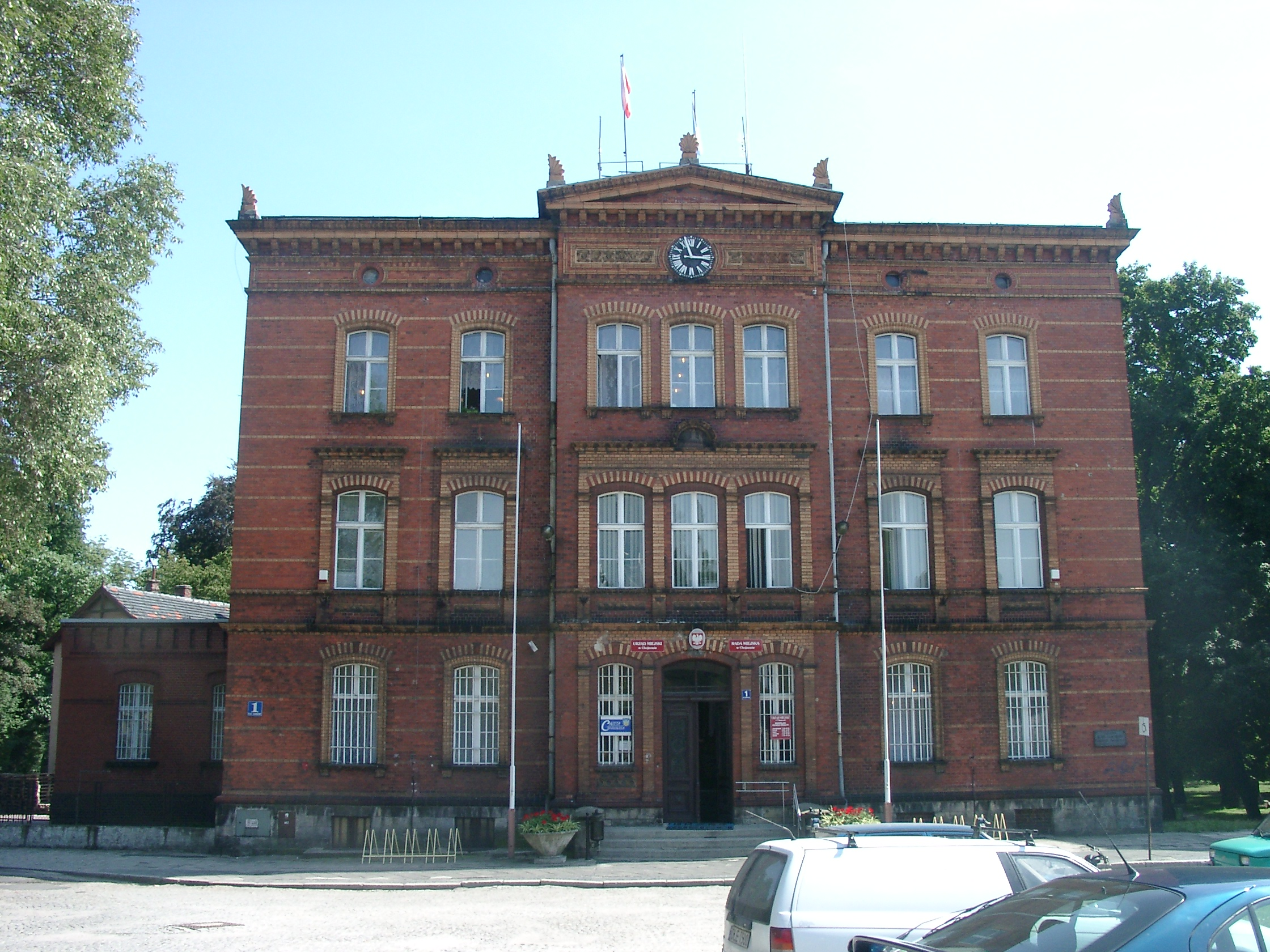
Stadhuis
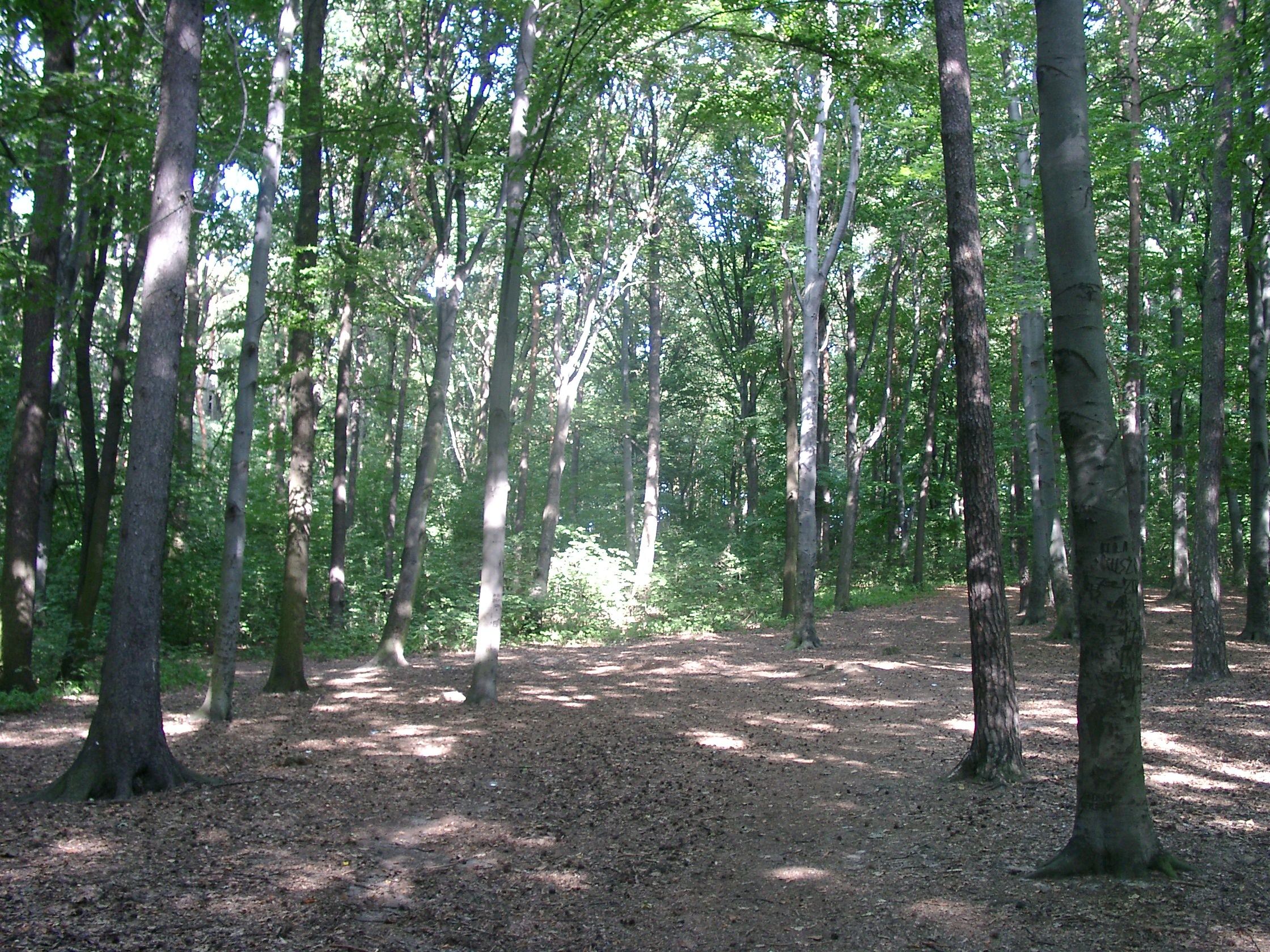
Piastenpark